# Johann Otto Heinrich von Schlegel
Johann Otto Heinrich von Schlegel (* 26. September 1724 in Imnitz; † 22. Januar 1803) war ein sächsischer Kreishauptmann und Rittergutsbesitzer.

## Leben
Er stammte aus dem Adelsgeschlecht von Schlegel und wurde Besitzer des Rittergutes Imnitz.
Schlegel war von 1798 bis zu seinem Tod 1803 Kreishauptmann des Leipziger Kreises.